# Synarmadillo pygmaeus
Synarmadillo pygmaeus är en kräftdjursart som först beskrevs av Gustav Budde-Lund 1898.  Synarmadillo pygmaeus ingår i släktet Synarmadillo och familjen Armadillidae. Inga underarter finns listade i Catalogue of Life.